# David Cochrane
David "Davie" Andrew Cochrane , född 14 augusti 1920 i Portadown, Nordirland, död i juni 2000 i Leeds i England, var en nordirländsk professionell fotbollsspelare. Han var en snabb och dribblingsskicklig högerytter som under hela sin professionella fotbollskarriär enbart spelade för Leeds United AFC åren 1937-1950, där han spelade totalt 185 matcher och gjorde 32 mål, varav 175 ligamatcher och 28 ligamål. Han drog sig tillbaks från fotbollen den 1 oktober 1950 endast 30 år gammal. 
Han spelade dessutom 12 landskamper för Nordirland mellan 1938 och 1949.